# 地球を回せっ!
「地球を回せっ!」（ちきゅうをまわせっ）は、2013年10月30日にFRAMEより発売されたT-Pistonz+KMCの17枚目のシングル。

## 概要
CD+DVD盤、通常盤の2種がリリース。品番はCD+DVD盤がAVCD-55047/B、通常盤がAVCD-55048。
CD+DVD盤には、表題曲のミュージックビデオ、振付レクチャービデオ、2012年12月24日に行われた「T-Pistonz+KMC LIVE TPKing Vol.3〜一年ぶりのクリスマス〜」のライブ映像2曲が収録されているDVDが同梱。
表題曲は、テレビ東京系アニメ『イナズマイレブンGO ギャラクシー』のオープニングテーマ（18話〜32話）である。
なお、初回特典としてイナズマイレブンシリーズ チェンジングジャケット(円堂守、白竜、剣城京介の3種類中1種)がランダムで封入される。

## 収録曲
- CD+DVD盤、通常盤共通。

1. 地球を回せっ!
作詞・作曲:TPK　編曲:菊谷知樹
2. チャンス!!
作詞・作曲:TPK　編曲:菊谷知樹
3. 地球を回せっ!（オリジナル・カラオケ）
4. チャンス!!（オリジナル・カラオケ）

### DVD（CD+DVD盤）
1. 地球を回せっ!（ミュージックビデオ）
2. 地球を回せっ!（振付レクチャービデオ）
3. 感動共有!（2012.12.24@横浜BLITZ）
4. マジで感謝!（2012.12.24@横浜BLITZ）